# Bořek Dočkal
Bořek Dočkal (* 30. září 1988, Městec Králové) je bývalý český fotbalový záložník a reprezentant, hrající naposledy v sezóně 2021/2022 za pražskou Spartu. Dokázal dát kvalitní finální přihrávku vedoucí ke gólu v soupeřově síti. Mimo Česko působil na klubové úrovni v Turecku, Norsku, Číně a v USA.
Získal ocenění „Hráč měsíce Synot ligy“ za říjen 2014. V květnu 2015 získal v anketě KSN ČR ocenění nejlepší záložník Synot ligy 2014/15.
9. května 2022 bylo oznámeno, že Dočkal po sezoně 2021/22 ukončí kariéru.

## Klubová kariéra
Začínal v Konárovicích pak odešel do Bohemii Poděbrady, od deseti let hrál za Slavii. Svůj prvoligový debut si odbyl na Kladně, kde byl dokonce v základní sestavě. Svůj první gól vstřelil ve svém třetím ligovém zápase proti Teplicím. V zimě 2008 odešel na hostování do Liberce, jenž na něj v letním přestupovém období uplatnil opci. Stal se jednou z hlavních opor Slovanu Liberec.

### Rosenborg Trondheim

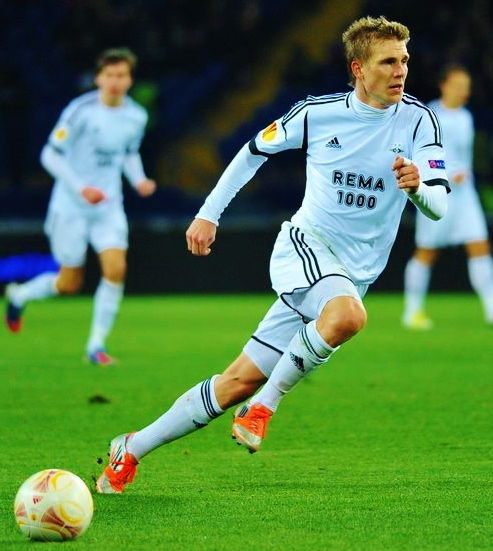
V dresu Rosenborgu (2012)

V srpnu 2011 odešel do norského Rosenborgu Trondheim, kde ihned naskočil do základní sestavy na pozici pravého záložníka.

#### Evropská liga 2012/13
V prvním utkání 1. předkola Evropské ligy sezóny 2012/13 hrál Dočkal v základní sestavě a v 71. minutě se trefil do sítě severoirského klubu Crusaders FC, zvýšil tak na průběžných 2:0, norský celek vyhrál nakonec 3:0.
V prvním utkání 2. předkola EL zařídil dvěma góly remízu (2:2) svého klubu na domácí půdě proti kazašskému celku Ordabasy Šymkent. Trefil se i v dramatické odvetě, když ve čtvrté minutě nastavení vstřelil vítězný a postupový gól Trondheimu na 2:1. Norský celek přitom hrál v dvojnásobném oslabení (bez vyloučených Wangberga s Pricou) a za stavu 1:1 čelil pokutovému kopu.
Ve 3. předkole se Rosenborg Trondheim střetl se švýcarským klubem Servette Ženeva a Bořek Dočkal potvrdil svou skvělou střeleckou formu, 10 minut před koncem úvodního zápasu zajistil Trondheimu remízu 1:1 na hřišti soupeře. Doma pak Trondheim remizoval 0:0 a díky vstřelenému gólu na hřišti soupeře postoupil dál.
Následovalo kvalifikační play-off Evropské ligy, Rosenborg přicestoval do Varšavy k utkání s domácí Legií, Bořek Dočkal vyrovnával 10 minut před koncem na konečných 1:1. V odvetě 30. srpna 2012 přihrával Dočkal ve druhém poločasu na vyrovnávací gól na 1:1, když jeho centrovaný míč ze standardní situace uklidil hlavou do sítě Legie norský obránce Tore Reginiussen. Rosenborg před koncem utkání vstřelil vítězný gól a postoupil do základní skupiny Evropské ligy.
V základní skupině K se Rosenborg utkal s německým mužstvem Bayer 04 Leverkusen, ukrajinským FK Metalist Charkov a rakouským SK Rapid Wien. 8. listopadu 2012 vstřelil Dočkal jediný gól svého týmu v utkání proti domácímu Metalistu Charkov, na výhru to však nestačilo. Rosenborg prohrál 1:3 a tato porážka jej definitivně vyřadila z bojů o postup do jarní vyřazovací části Evropské ligy, na vedoucí desetibodové duo Leverkusen, Charkov ztrácel 2 kola před koncem základních skupin nedosažitelných 7 bodů. Dočkal v zápase vyrovnával ve 42. minutě na 1:1.

#### Evropská liga 2013/14
V odvetě 1. předkola Evropské ligy sezóny 2013/14 se Dočkal podílel jednou brankou na výhře 7:2 nad severoirským týmem Crusaders FC (trefil se v 57. minutě), Rosenborg postoupil dál s celkovým skóre 9:3 (zajímavostí je, že Rosenborg s Dočkalem v sestavě vyřadil stejného soupeře i v minulém ročníku Evropské ligy). Ve 2. předkole se Dočkalův klub střetl se skotským St. Johnstone FC, který byl ve dvojzápase s Rosenborgem úspěšnější a po výsledcích 1:0 a 1:1 postoupil dál, Rosenborg BK v evropských pohárech pro tuto sezonu skončil.

### AC Sparta Praha

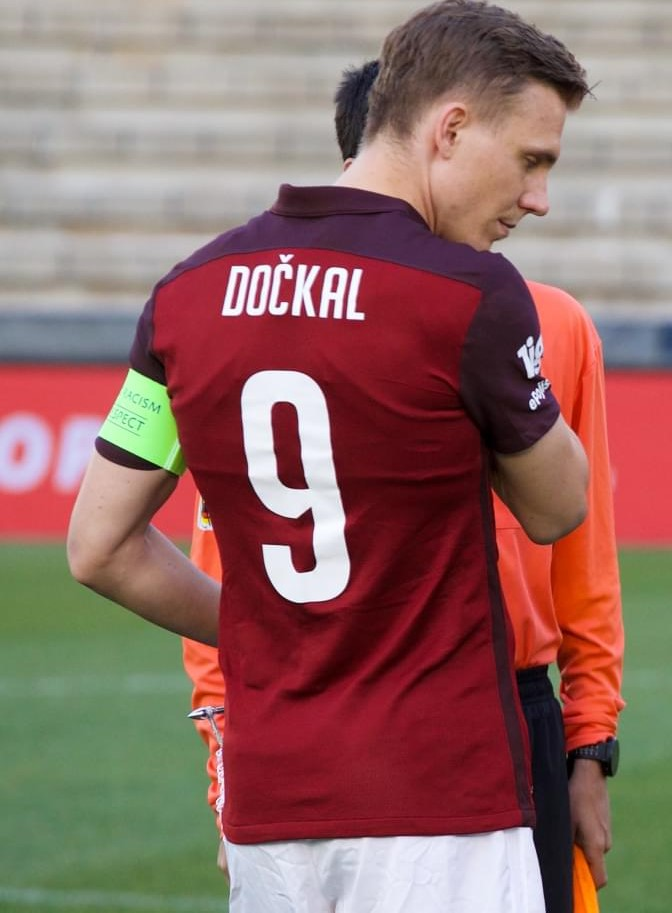
Ve Spartě si často vysloužil i kapitánskou pásku

S příchodem trenéra Pera Joara Hansena v prosinci 2012 začal ztrácet jisté místo v sestavě norského týmu a tak v srpnu 2013 posilnil kádr českého vicemistra AC Sparta Praha. Debutoval ve šlágru 5. ligového kola 17. srpna 2013 proti domácí Viktorii Plzeň, souboj prvního s druhým v tabulce skončil bezbrankovou remízou. V ligovém derby 28. září 2013 proti Slavii Praha vstřelil druhý gól utkání, kdy jeho centr před bránu tečoval do vlastní sítě slávistický obránce Milan Bortel (výhra Sparty 2:0). V sezóně 2013/14 slavil se Spartou Praha zisk ligového titulu již ve 27. kole 4. května 2014. 17. května 2014 získal se Spartou double po výhře 8:7 v penaltovém rozstřelu ve finále Poháru České pošty proti Viktorii Plzeň.
V Synot lize 2014/15 ve druhém kole 2. srpna 2014 vstřelil třetí gól domácího zápasu s FC Vysočina Jihlava, měl tak podíl na výhře 3:0. V odvetném zápase 4. předkola Evropské ligy 2014/15 29. srpna přispěl gólem k výhře 3:1 a postupu do základní skupiny přes nizozemský klub PEC Zwolle (domácí výhra 3:1). Skóroval po delší době, jeho rána byla tečovaná obráncem. 26. dubna 2015 ve 25. ligovém kole přispěl gólem k výhře 4:0 nad FC Zbrojovka Brno, Sparta využila zaváhání vedoucí Plzně a stáhla náskok na rozdíl tří bodů. Následně však zaváhala i Sparta, titul tak získala Plzeň.

### Che-nan Ťien-jie
V únoru 2017 dostal nabídku na přestup do čínského klubu Che-nan Ťien-jie hrajícího Chinese Super League, ale tu zamítl i z důvodu účinkování Sparty v Evropské lize. Po úvodní prohře 0:4 v šestnáctifinále Evropské ligy UEFA 2016/17 s ruským mužstvem FK Rostov přišla od čínského klubu vylepšená nabídka na 234 milionů Kč, kterou hráč i Sparta akceptovali. Podepsal kontrakt na 3 roky s gáží až 80 milionů Kč ročně a dostal dres s číslem 8. V čínské Superlize debutoval začátkem března proti týmu Che-pej CFFC (remíza 0:0). Zimní přípravu 2019 odehrál celou ve Spartě. Dne 17. února s Che-nanem rozvázal smlouvu a odletěl do Prahy, kde měl podepsat smlouvu se Spartou.

### Philadephia Union
V únoru 2018 byl Dočkal čínským klubem uvolněn k ročnímu hostování v celku Philadelphia Union hrajícího americkou Major League Soccer. Jedním z důvodů Dočkalovy žádosti o hostování byly i rodinné důvody s ohledem na poměry v Číně. V americkém celku dostal dres s číslem 10. V MLS debutoval začátkem března proti týmu Columbus Crew (remíza 0:0). V základní části ročníku 2018 vstřelil 5 gólů a na 18 zaznamenal asistenci, čímž se stal nejlepším nahrávačem celé základní části.

### AC Sparta Praha

#### 2018/2019
V únoru 2019 se Dočkal po dvou a půl letech vrátil do Sparty. Poprvé po návratu nastoupil, i s kapitánskou páskou, 24. února 2019 proti Baníku Ostrava, připsal si asistenci na vítězný gól Václava Drchala. Záhy si ale poranil Achillovu šlachu, která ho do konce sezony vyřadila ze hry.

#### 2019/2020
Zdravotní stav Dočkala se ale nelepšil, v červenci podstoupil druhou operaci zraněné Achillovy šlachy. Po dlouhém zranění poprvé nastoupil v lednu 2020 v přátelském utkání s Ústím nad Labem.

#### 2020/2021
V prvním utkání nové sezony proti Zbrojovce Brno vstřelil v prvním poločase 2 góly, čímž výrazně přispěl k výhře 4:1.

## Reprezentační kariéra

### Mládežnické výběry
Bořek Dočkal nastupoval za různé mládežnické výběry České republiky. Objevil se v dresu české reprezentace do 16, 17 a 19 let.
Za fotbalovou reprezentaci do 21 let nastoupil Dočkal k 28 zápasům a vstřelil 8 gólů. Působil v týmu jako kapitán, zúčastnil se i Mistrovství Evropy hráčů do 21 let v roce 2011 v Dánsku, kde se česká reprezentace dostala do semifinále turnaje.
Bilance:
- reprezentace do 16 let: 2 utkání (2 výhry), 0 vstřelených gólů
- reprezentace do 17 let: 8 utkání (4 výhry, 1 remíza, 3 prohry), 0 vstřelených gólů
- reprezentace do 19 let: 10 utkání (4 výhry, 2 remízy, 4 prohry), 2 vstřelené góly
- reprezentace do 21 let: 28 utkání (16 výher, 4 remízy, 8 proher), 8 vstřelených gólů

#### Mistrovství Evropy hráčů do 21 let 2011
V těžké základní skupině B Mistrovství Evropy hráčů do 21 let v roce 2011 konaném v Dánsku se česká reprezentace střetla postupně s celky Ukrajiny, Španělska a Anglie, do semifinále postupovaly první dva týmy ze skupin. Bořek Dočkal byl v mužstvu kapitánem.
12. června 2011 nastoupil český výběr proti Ukrajině a zvítězil 2:1. Oba góly vstřelil Bořek Dočkal (ve 49. a 56. minutě), Ukrajinci poté již jen snížili v 87. minutě. Další zápas 15. června se české mládežnické reprezentaci nevydařil, prohrála se Španělskem 0:2. Bořek Dočkal odehrál celé utkání. O postupu se rozhodovalo v posledním zápase s Anglií 19. června. Angličané vedli až do 89. minuty 1:0, ČR pak góly střídajících hráčů Jana Chramosty a Tomáše Pekharta otočila stav na 2:1 a postoupila do semifinále. Dočkal odehrál opět kompletní počet minut.
Semifinále 22. června proti Švýcarsku ČR prohrála po prodloužení 0:1 a stejným výsledkem (avšak v normální hrací době) podlehla 25. června v souboji o 3. místo Bělorusku. Dočkal nastoupil v obou zápasech v základní sestavě a hrál vždy až do konce utkání.

### A-mužstvo

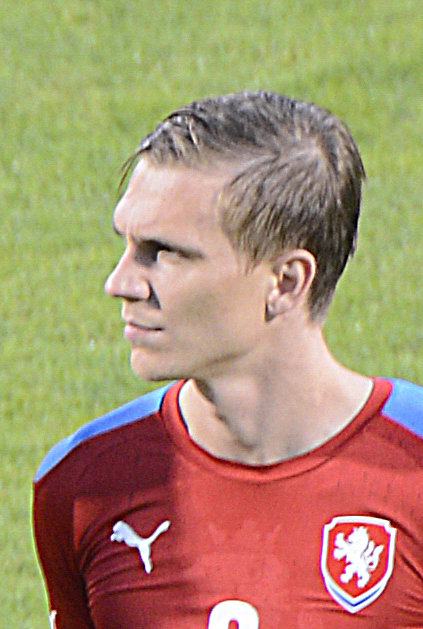
B. Dočkal v dresu české reprezentace (2014)

6. listopadu 2012 byl poprvé nominován trenérem Michalem Bílkem do českého reprezentačního A-týmu pro přípravný zápas se Slovenskem 14. listopadu 2012 v Olomouci. V tomto zápase debutoval v základní sestavě a vstřelil závěrečný třetí gól českého týmu. ČR porazila Slovensko 3:0, Dočkal se trefil v 72. minutě po zpětné přihrávce Matěje Vydry přesně do horního rohu brány slovenského brankáře Dušana Kuciaka. 6. února 2013 nastoupil ve svém druhém zápase k přátelskému utkání v Manise proti domácímu Turecku, Česká republika zvítězila 2:0. 22. března odehrál na Andrově stadionu v Olomouci kvalifikační zápas s Dánskem, český výběr podlehl soupeři 0:3. 15. října 2013 rozhodl o výhře 1:0 nad domácím Bulharskem v posledním zápase kvalifikace na MS 2014, Bulhaři tak definitivně přišli o možnost postupu do baráže (ČR už ji ztratila dříve).
V kvalifikaci na EURO 2016 zažil vydařený úvod, nejprve se 9. září 2014 brankou podílel na vítězství 2:1 v Praze proti Nizozemsku a o měsíc později 10. října vstřelil vítězný gól na „horké“ půdě v Istanbulu proti domácím Turkům (opět výhra 2:1). Jedním gólem pomohl k dalším třem bodům i v dalším kvalifikačním zápase o 3 dny později v Astaně proti Kazachstánu (výhra 4:2).

Trenér Pavel Vrba jej zařadil do závěrečné 23členné nominace na EURO 2016 ve Francii. V základní skupině D odehrál jediný zápas: proti Turecku (porážka 0:2). Český tým obsadil se ziskem jediného bodu poslední čtvrté místo skupiny.
Po neúspěšné kvalifikaci na mistrovství světa 2018 a po první prohraném utkání nově vzniklé Ligy národů, byl Dočkal povolán nově zvoleným trenérem Šilhavým do dalších dvou utkání. Bořek Dočkal v těchto zápasech poprvé nesl kapitánskou pásku české reprezentace. V duelu se Slovenskem (výhra 1:2) se Dočkal na obou gólech českého týmu podílel asistencí.
V říjnu 2020 u něj byla potvrzena nákaza nemocí covid-19. Pozitivně testován byl po přípravném utkání s Kyprem a stejně jako další infikovaní hráči nemohl následně odletět do Izraele na zápas Ligy národů proti tamnímu národnímu týmu.
V březnu 2021 jako kapitán národního mužstva překvapivě nebyl nominován na utkání zahajující kvalifikaci na MS 2022. Trenér Jaroslav Šilhavý uvedl, že se rozhodoval na základně aktuální formy hráčů a že má Dočkal stále šanci být nominován na nadcházející EURO.
V květnu 2021 bylo oznámeno, že chybí i v nominaci na nadcházející EURO, dle slov trenéra rozhodla v jeho neprospěch sportovní stránka a typologie hráče.

### Reprezentační góly a zápasy
Góly Bořka Dočkala v české reprezentaci do 21 let
| Gól | Datum        | Stadion                                 | Soupeř          | Skóre (min.) | Výsledek | Soutěž                      | Gól          |
| --- | ------------ | --------------------------------------- | --------------- | ------------ | -------- | --------------------------- | ------------ |
| 010 | 011. 9. 2007 | Horní Počernice                         | Lichtenštejnsko | 06:00 (53.)  | 8:0      | kvalifikace na ME „21“ 2009 | padl ze hry  |
| 02  | 011. 9. 2007 | Horní Počernice                         | Lichtenštejnsko | 08:00 (84.)  | 8:0      | kvalifikace na ME „21“ 2009 | trestný kop  |
| 03  | 14. 10. 2007 | Esche, Lichtenštejnsko                  | Lichtenštejnsko | 00:20 (40.)  | 0:4      | kvalifikace na ME „21“ 2009 | padl ze hry  |
| 04  | 09. 6. 2009  | Stadio Olimpico, Serravalle, San Marino | San Marino      | 00:60 (50.)  | 0:8      | kvalifikace na ME „21“ 2011 | pokutový kop |
| 05  | 09. 6. 2009  | Stadio Olimpico, Serravalle, San Marino | San Marino      | 00:70 (70.)  | 0:8      | kvalifikace na ME „21“ 2011 | padl ze hry  |
| 06  | 04. 9. 2009  | Chance Arena, Jablonec nad Nisou        | Severní Irsko   | 02:00 (83.)  | 2:0      | kvalifikace na ME „21“ 2011 | padl ze hry  |
| 07  | 012. 6. 2011 | Viborg, Dánsko                          | Ukrajina        | 01:00 (49.)  | 2:1      | ME „21“ 2011                | padl ze hry  |
| 08  | 012. 6. 2011 | Viborg, Dánsko                          | Ukrajina        | 02:00 (56.)  | 2:1      | ME „21“ 2011                | padl ze hry  |

Góly Bořka Dočkala v A-týmu české reprezentace

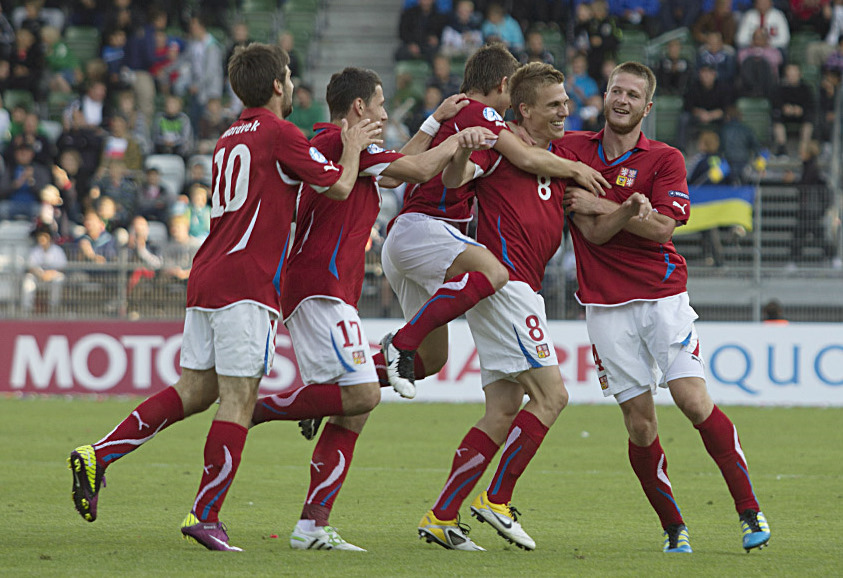
Bořek Dočkal (dres č. 8) slaví 12. června 2011 se spoluhráči gól na 2:0 proti Ukrajině na ME U21.

| 010                  | 14. 11. 2012 | Andrův stadion, Olomouc, Česko                 | Slovensko  | 03:0 00(72.) | 3:0 | přátelské utkání         |
| 02                   | 15. 10. 2013 | Národní stadion Vasil Levski, Sofie, Bulharsko | Bulharsko  | 00:1 00(51.) | 0:1 | kvalifikace na MS 2014   |
| 03                   | 9. 9. 2014   | Generali Arena, Praha, Česko                   | Nizozemsko | 01:0 00(22.) | 2:1 | kvalifikace na EURO 2016 |
| 04                   | 10. 10. 2014 | Şükrü Saracoğlu Stadyumu, Istanbul, Turecko    | Turecko    | 01:2 00(58.) | 1:2 | kvalifikace na EURO 2016 |
| 05                   | 13. 10. 2014 | Astana Arena, Nur-Sultan, Kazachstán           | Kazachstán | 00:1 00(13.) | 2:4 | kvalifikace na EURO 2016 |
| 06                   | 12. 6. 2015  | Laugardalsvöllur, Reykjavík, Island            | Island     | 00:1 00(55.) | 2:1 | kvalifikace na EURO 2016 |
| Platí k 13. 11. 2016 |              |                                                |            |              |     |                          |

| Rok    | Zápasy | Góly |
| ------ | ------ | ---- |
| 2007   | 6      | 3    |
| 2008   | 4      | 0    |
| 2009   | 5      | 3    |
| 2010   | 5      | 0    |
| 2011   | 8      | 2    |
| Celkem | 28     | 8    |

| 2012               | 1  | 1 |
| 2013               | 5  | 1 |
| 2014               | 8  | 3 |
| 2015               | 7  | 1 |
| 2016               | 8  | 0 |
| 2017               | 6  | 0 |
| 2018               | 4  | 0 |
| 2020               | 1  | 1 |
| Celkem             | 40 | 7 |
| Platí k 4. 9. 2020 |    |   |